# Filipiny na Zimowych Igrzyskach Olimpijskich Młodzieży 2012
Filipiny na Zimowych Igrzyskach Olimpijskich Młodzieży 2012, które odbywały się w Innsbrucku reprezentowało 2 zawodników.

## Skład reprezentacji Filipin

### Łyżwiarstwo figurowe
| Zawodnik                   | Konkurencja | Program krótki | Program krótki | Program dowolny | Program dowolny | Razem  | Miejsce |
| Zawodnik                   | Konkurencja | Punkty         | Miejsce        | Punkty          | Miejsce         | Razem  | Miejsce |
| -------------------------- | ----------- | -------------- | -------------- | --------------- | --------------- | ------ | ------- |
| Michael Christian Martinez | Soliści     | 54.35          | 3              | 97.25           | 7               | 151.60 | 7       |

### Narciarstwo alpejskie
Chłopcy
| Zawodnik         | Konkurencja   | Wyniki  | Wyniki       | Wyniki       | Wyniki       |
| Zawodnik         | Konkurencja   | Runda 1 | Runda 2      | Razem        | Miejsce      |
| ---------------- | ------------- | ------- | ------------ | ------------ | ------------ |
| Abel Tesfamariam | Slalom        | 52.02   | Nie ukończył | Nie ukończył | Nie ukończył |
| Abel Tesfamariam | Slalom gigant | 1:10.20 | 1:04.13      | 2:14.33      | 37.          |